# De Havilland DH.108 Swallow
De Havilland DH.108 Swallow – brytyjski, odrzutowy samolot doświadczalny, na którym po raz pierwszy w Wielkiej Brytanii przekroczono barierę dźwięku. Samolot powstał jako konstrukcja, na której praktycznie sprawdzono zalety skrzydła skośnego w lotach przy różnych prędkościach.

## Historia

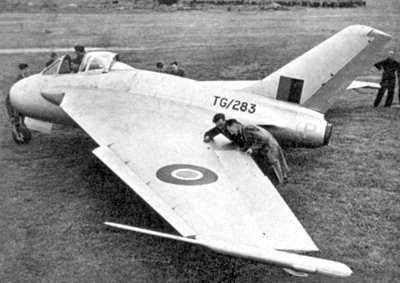
Pierwszy prototyp DH 108 Swallow, nr TG283, na lotnisku Hatfield, 30 maja 1946 r.

Samolot powstał na podstawie wymagań technicznych, które zawarte zostały w specyfikacji E.11/45 wydanej przez brytyjskie Air Ministry w 1945 roku. Zakładała ona podjęcie prac nad samolotem, który posłużyłby do praktycznego sprawdzenia teoretycznych danych dotyczących zachowania się w locie samolotów ze skośnym skrzydłem. Pracę nad nową maszyną podjęte zostały w wytwórni de Havilland, w której realizowany był już projekt budowy pierwszego komercyjnego, pasażerskiego samolotu odrzutowego de Havilland Comet. Jedna z jego wersji zakładała zbudowanie maszyny bezogonowej ze skośnymi skrzydłami. Prace nad nowym samolotem oznaczonym jako DH 108 rozpoczęto w 1945 roku, głównym projektantem był inżynier John Carver Meadows Frost. Pierwszy prototyp o znakach rejestracyjnych TG283, posłużył do badań podczas lotów przy prędkościach do 450 km/h. Po raz pierwszy wzbił się w powietrze 15 maja 1946 roku. Za sterami samolotu zasiadł pilot fabryczny wytwórni Geoffrey de Havilland Jr., syn właściciela firmy Geoffreya de Havillanda. Miesiąc później oblatano drugi prototyp (TG306), który był już przeznaczony do lotów przy dużych prędkościach, niestety 27 września 1946 roku samolot ten uległ katastrofie rozlatując się w powietrzu przy prędkości 0,9 Ma a jego pilot, Geoffrey de Havilland Jr. poniósł śmierć. Wybudowano jeszcze jeden, ostatni trzeci prototyp, z numerami VW120. Wzbił się on po raz pierwszy w powietrze 24 lipca 1947 roku, za jego sterami zasiadł były as myśliwski z czasów II wojny światowej John Cunningham. Na tym samolocie, 12 kwietnia 1948 ustanowiono rekord świata osiągniętej prędkości (974,02 km/h) w locie po okręgu. 9 września tego samego roku pilot doświadczalny John Derry przekroczył prędkość dźwięku, odbyło się to w sposób niezamierzony, kiedy to Derry czasowo stracił panowanie nad samolotem i przeszedł w lot nurkowy, podczas którego doszło do przekroczenia prędkości dźwięku. Niestety 15 lutego 1950 roku samolot ten uległ rozbiciu grzebiąc w swych szczątkach pilota doświadczalnego Stuarta Mullera-Rowlanda. Kilka miesięcy później, 1 maja tego samego roku, katastrofie uległ również pierwszy wybudowany prototyp, za jego sterami zginął pilot George E.C. Genders.

## Konstrukcja
Samolot był jednomiejscowym, bezogonowym średniopłatem o konstrukcji całkowicie metalowej. W konstrukcji pierwszego prototypu użyto kadłub samolotu de Havilland Vampire, na którym zamontowano skrzydła o obrysie trapezowym i skosem wynoszącym 43°. Płaty zaopatrzone były w stałe sloty oraz przy braku usterzenia poziomego, sterolotki spełniające funkcję lotek i steru wysokości. Usterzenie pionowe skośne. Podwozie z przednim podparciem, chowane, przednie do wnęki w kadłubie, główne do wnęk w skrzydłach. Pierwszy prototyp napędzany był silnikiem turboodrzutowym z jednostopniową sprężarką promieniową de Havilland Goblin-2 o ciągu 13,3 kN. Wloty powietrza do silnika wkomponowane były w krawędź natarcia skrzydła tuż przy kadłubie po obu jego stronach. W drugim prototypie wymieniono silnik na mocniejszą jednostkę de Havilland Goblin-4 (14,7 kN) i zamontowano sloty automatyczne. W trzecim prototypie po doświadczeniach z drugim egzemplarzem, który rozpadł się w powietrzu wzmocniono całą konstrukcję, zastosowano silnik de Havilland Goblin-5, wydłużono dziób samolotu, wzmocniono osłonę kabiny redukując jej oszklenie, zastosowano wyrzucany fotel i wspomaganie sterowania.